# Rassenhygiëne

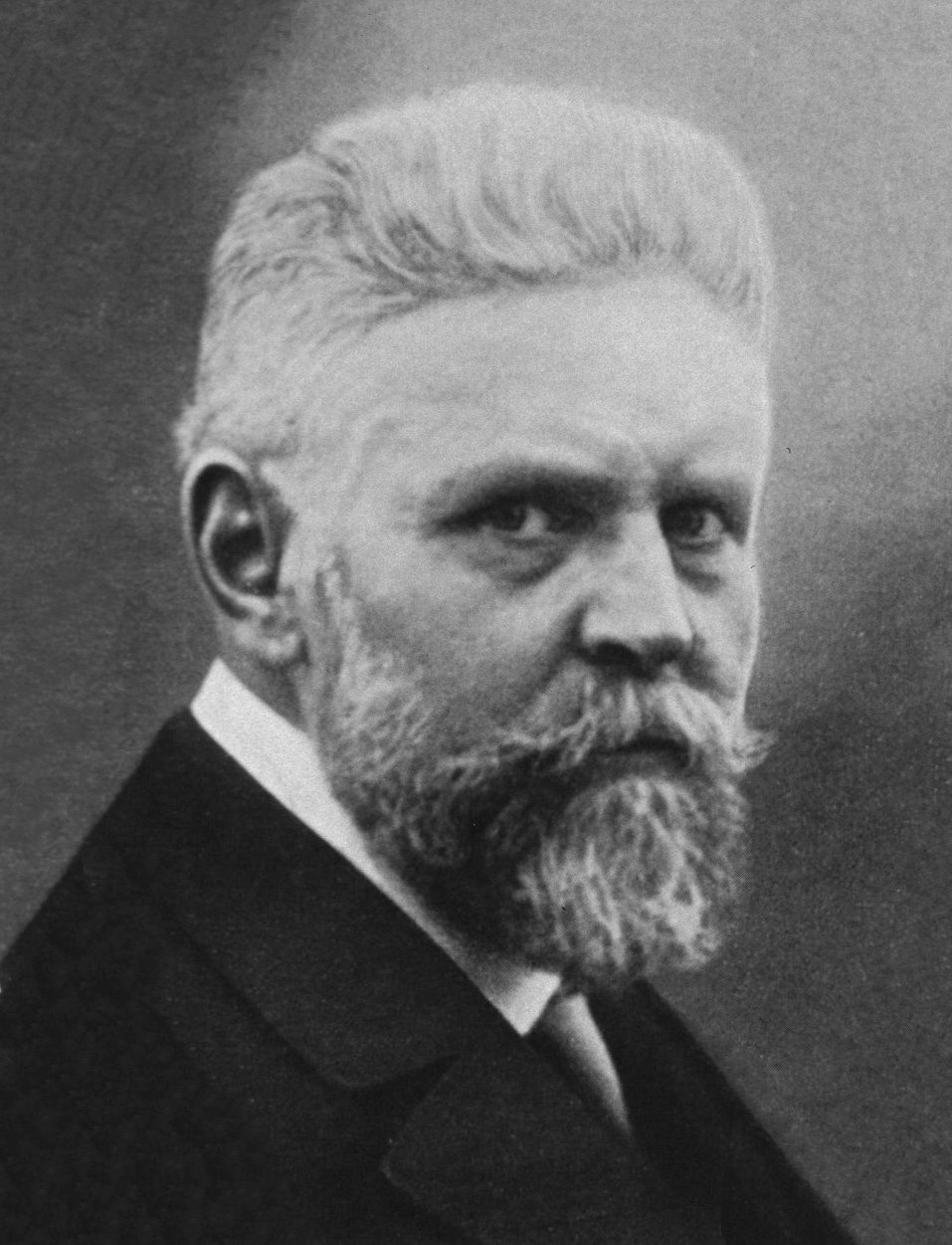
Alfred Ploetz

Rassenhygiëne was een eugenetisch beleid uit de jaren 1930 waarbij bepaalde vermeende rassen zich mochten voortplanten en andere niet, met de uitdrukkelijke bedoeling het bevorderen van wenselijk geachte lichamelijke kenmerken. Het meest opmerkelijke voorbeeld hiervan is de uitgebreide uitvoering van het rassenhygiënebeleid van de nazi-eugenetica in nazi-Duitsland.

## Geschiedenis
Vanuit de medische wereld, waar de nieuwe wetenschap genetica stilaan zijn opmars maakte, werd door sommigen geageerd tegen zorg voor zieken en gehandicapten. Zo'n beleid moest volgens hen leiden tot degeneratie van het eigen ras. Daarom pleitte Alfred Ploetz, als een van Duitslands eerste eugenetici, voor het elimineren van de inferieuren en zwakken. In zijn boek Die Tüchtigkeit unserer Rasse und der Schutz der Schwachen uit 1895 beschreef hij een samenleving waarin eugenetische ideeën werden toegepast.
Dat kon op verschillende manieren gebeuren, bijvoorbeeld door hen naar het front te zenden, door kinderziektes niet te behandelen of door bij elke geboorte een medisch team te laten oordelen of de baby wel geschikt was om te overleven. Om dit standpunt te verbreiden richtte hij in 1905 samen met zijn broer Ernst Rudin de eerste organisatie voor rassenhygiëne Gesellschaft für Rassenhygiene op, die geleidelijk aan invloed won.
Het eerste boek waarin de systematische uitroeiing van een groep mensen voor hygiënische rassendoeleinden werd bepleit, Die Freigabe der Vernichtung lebensunwerten Lebens (De vernietiging van levensonwaardig leven toelaten), werd gepubliceerd in 1920. Het was geschreven door de psychiater Alfred Hoche en de jurist Karl Binding.